# Joseph Anton Blatter

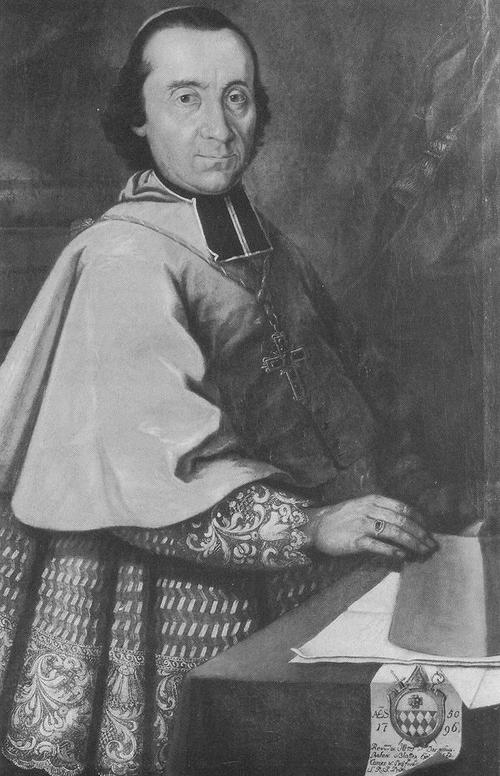
Joseph Anton Blatter

Joseph Anton Blatter (* 8. März 1745 in Visp; † 19. März 1807 in Sitten) war der letzte Fürstbischof im Bistum Sitten.

## Leben
Nach dem Besuch der Kollegien von Brig und Sitten studierte er Philosophie in Lyon und Theologie an der Universität Wien. Am 18. Februar 1769 erhielt er in Wien die Priesterweihe und wurde im selben Jahr Domherr in Sitten. Am 3. August 1790 wurde er zum Fürstbischof von Sitten gewählt und erhielt am 13. Februar 1791 vom Apostolischen Nuntius Giuseppe Vinci die Bischofsweihe. Nach der Niederlage der Oberwalliser unter Ferdinand Venetz in der Schlacht am Pfynwald (1799) ging er für einige Monate ins Exil nach Novara und bemühte sich nach seiner Rückkehr um einen Ausgleich mit der französischen Besatzungsmacht.